# ترش (کوکتل)
ترش یکی از کوکتل سنتی نوشیدنی‌های ترکیبی است که به عنوان یکی از قدیمی‌ترین دسته‌های کوکتل‌های اصلی شناخته می‌شود. این نوع نوشیدنی در سال ۱۸۶۲ توسط جری توماس در کتابش با عنوان چطوری نوشیدنی را ترکیب کنیم توصیف شده است.
کوکتل‌های سور شامل یک نوشیدنی پایه مانند مشروب، آبلیمو یا آب‌مرکبات، و یک شیرین‌کننده (مانند شربت ساده یا شربت ارگئت) هستند. در برخی از انواع سور، سفیده تخم‌مرغ نیز به ترکیب اضافه می‌شود. این سبک نوشیدنی‌ها برای علاقه‌مندان به طعم‌های متنوع بسیار جذاب هستند.